# Endla (jezioro)
Endla (est. Endla järv) – jezioro na obszarze gminy Jõgeva w prowincji Jõgevamaa, w Estonii. Ma powierzchnię 286 (324) hektarów i maksymalną głębokość wynoszącą 2,4 m. Pod względem powierzchni jest osiemnastym jeziorem w Estonii. Zdecydowana większość brzegów pokryta jest lasem, od strony zachodniej występują płycizny. Znajdują się na nim 34 wyspy. Pod względem ilości wysp jezioro Endla zajmuje pierwsze miejsce w Estonii. Zasilane jest niewielką rzeczka Nava Jogi. Na południowy wschód od jeziora znajduje się wieś Endla, od wschodu Tooma i Kärde. Leży na terenie rezerwatu przyrody Endla looduskaitseala.